# Liste der Bürgermeister von Königsberg (Preußen)
Diese Liste der Bürgermeister enthält die Stadtoberhäupter von Königsberg in Preußen von 1286 bis 1945.

## 1286–1724
Im Mittelalter hatten die drei selbstständigen Städte Altstadt, Kneiphof und Löbenicht jeweils einen eigenen Magistrat, der von mehreren Bürgermeistern geleitet wurde. Aus diesen wurde jeweils ein dirigierender Bürgermeister als Vorsitzender gewählt. Der erste scultetus  (Schultheiss) der Altstadt ist von 1286 bekannt, in Kneiphof 1326 und in Löbenicht 1300.
Altstadt Königsberg
| Name                             | Amtszeit  | Lebensdaten          | Bemerkungen |
| -------------------------------- | --------- | -------------------- | --- |
| Gericho/Gerko von Dobrin         | 1286      |                      | erster scultetus nach der Stadtrechtsverleihung 1286 |
| Johannes Behlerus (Johann Beler) |           | ca. 1482 – 18.1.1539 | Epitaph Grabstein vor dem Alter in der altstädtischen Pfarrkirche                                                                                            |
| Ambrosius Schimmelpfennig        | 1518      |                      | [ 3 ] [ 4 ] |
| Friedrich von Derschau           | 1686–1713 | 1644–1713            | Jurist, 1692 kurfürstlicher Rat |
| Zacharias Hesse                  | 1723–1724 | 1670–1730            | 1711–1723 Bürgermeister, letzter leitender Bürgermeister der Altstadt Königsberg, danach erster dirigierender Bürgermeister der neuen Gesamtstadt Königsberg |

Kneiphof
| Name                        | Amtszeit  | Lebensdaten           | Bemerkungen                                                              |
| --------------------------- | --------- | --------------------- | ------------------------------------------------------------------------ |
| Henricus de Bergow          | 1327      |                       | erster scultetus von Kneiphof nach der Stadtrechtsverleihung von 1327    |
| Andreas Schmittmer          |           | ca. 1494 - 1565       | [ 5 ]                                                                    |
| Melchior Lübeck             |           | 11.9.1628 – 8.11.1703 | Erbbegräbnisstätte auf der Südseite des Kirchhofs des Doms in Königsberg |
| Christian Feyerabend        | –1696     | 1629–1696             |                                                                          |
| Michael Kongehl             | 1710      | 1646–1710             | starb bald nach der Amtsübernahme                                        |
| Christoph Aegidius Negelein | 1711–1724 | 1668–1746             | letzter leitender Bürgermeister von Kneiphof                             |

Löbenicht
| Name           | Amtszeit  | Lebensdaten | Bemerkungen                                                                                          |
| -------------- | --------- | ----------- | --- |
| Engelbertus    | 1300      |             | erster scultetus von Löbenicht nach der Stadtrechtsverleihung 1300                                   |
| Georg Emmerich | 1713–1724 | 1665–1727   | letzter leitender Bürgermeister von Löbenicht, dann dritter Bürgermeister der neuen Stadt Königsberg |

## 1724–1809

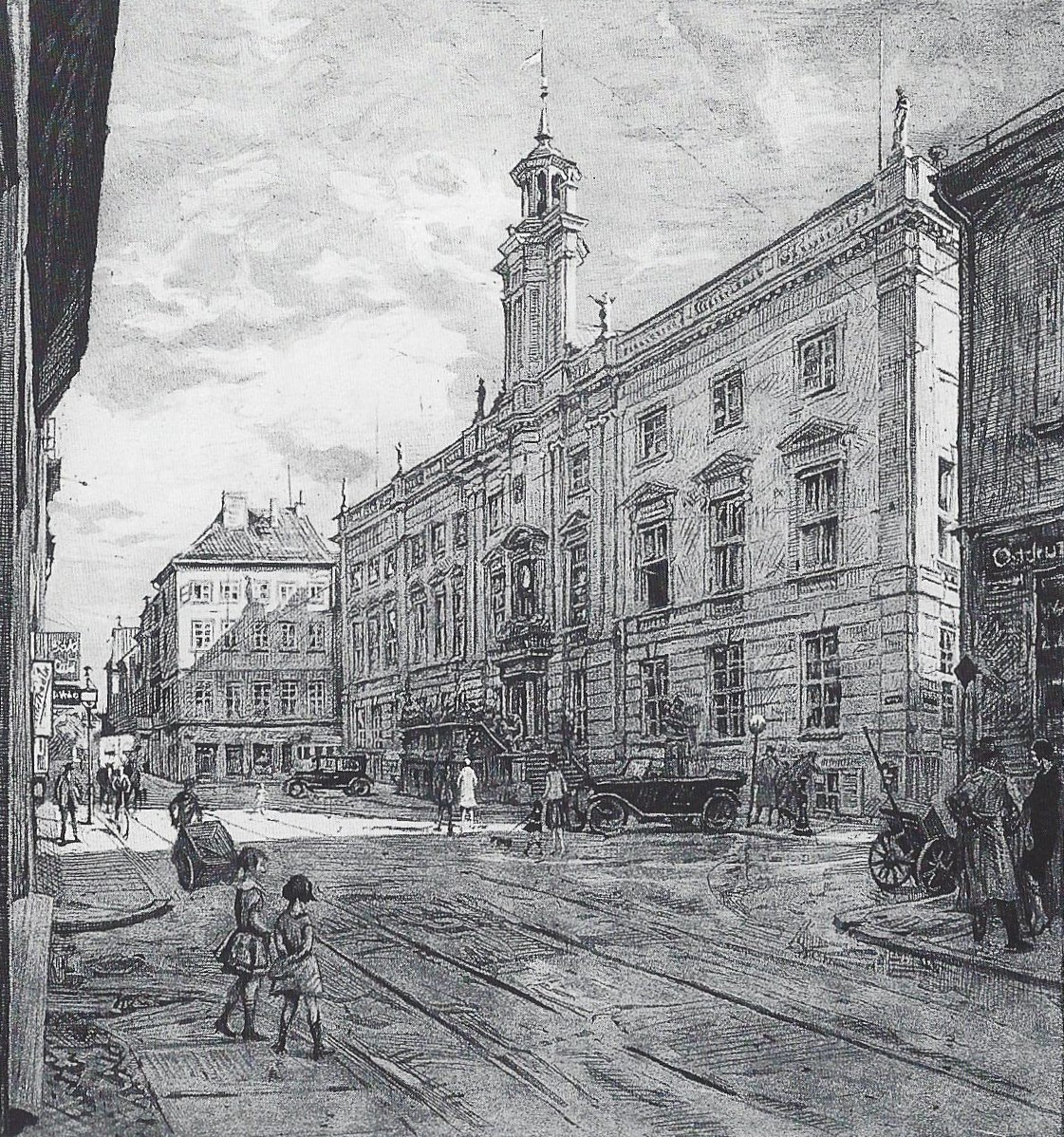
Kneiphöfisches Rathaus, Sitz des Magistrats von Königsberg

1724 wurden die drei Städte zusammengelegt. Seitdem gab es einen dirigierenden Bürgermeister für die gesamte Stadt sowie einen zweiten und einen dritten Bürgermeister. Von 1758 bis 1762 wurde Königsberg durch einen Oberkommandanten der russischen Besatzungsbehörden regiert.
| Name                                                         | Amtszeit                              | Amtsbezeichnung                                                                    | Lebensdaten  | Bemerkungen |
| ------------------------------------------------------------ | ------------------------------------- | ---------------------------------------------------------------------------------- | ------------ | --- |
| Zacharias Hesse                                              | 28. August 1724–Juli 1730             | Dirigierender Bürgermeister, seit 1726 Oberbürgermeister                           | 1670–1730    | Juraprofessor in Königsberg, vorher 1723–1724 letzter dirigierender Bürgermeister der Altstadt                 |
| Johann Vockerodt                                             | 30. Oktober 1730–1739                 | Dirigierender Bürgermeister                                                        | 1693–1753    | vorher 1727–1730 zweiter Bürgermeister, seit 1732 in St. Petersburg als Sekretär der preußischen Gesandtschaft |
| Hieronymus Jacob Grube                                       | 1732–1739                             | zweiter Bürgermeister                                                              | 1687–1739    | führte faktisch die Amtsgeschäfte, da Johann Vockerodt in St. Petersburg war                                   |
| Johann Ernst von Müllenheim                                  | 28. September 1739–11. August 1740    | Dirigierender Bürgermeister                                                        | † 1740       | eingesetzt ohne Wahl des Magistrats                                                                            |
| Johann Schröder                                              | 16. Dezember 1740–21. Dezember 1745   | Dirigierender Bürgermeister                                                        | 1681–1745/46 | vorher 1739–1740 dritter Bürgermeister                                                                         |
| Johann Heinrich Kiesewetter                                  | 15. Dezember 1745/46–3. November 1751 | Dirigierender Bürgermeister                                                        | † 1751       | |
| Daniel Friedrich Hindersin                                   | 12. Januar 1752–Januar 1758           | Dirigierender Bürgermeister                                                        | 1703/04–1780 | ohne Wahl durch den Magistrat, seit 1758 russische Besetzung, seit 1762 wieder dirigierender Bürgermeister     |
| Gawriil Andrejewitsch Resanow                                | Januar 1758–vor Sommer 1758           | Ober-Kommandant (russisch)                                                         |              | während der russischen Herrschaft, Generalmajor                                                                |
| Heinrich Reinhold von Treyden (Iwan Trejden)                 | Sommer 1758–28. Januar 1759           | Ober-Kommandant                                                                    | † 1762       | baltendeutscher General                                                                                        |
| Johann Helwig (Iwan Gelwig)                                  | 29. Januar 1759–16. Mai 1761          | Ober-Kommandant                                                                    | † 1762       | baltendeutscher Hauptmann, starb in Königsberg an Verwundungen                                                 |
| Johann Heinrich von Reinsdorp (Iwan Andrejewitsch Rejnsdorp) | Mai 1761–August 1762                  | Ober-Kommandant                                                                    | † 1781       | dänischstämmiger Hauptmann, später Gouverneur von Orenburg                                                     |
| Daniel Friedrich Hindersin                                   | Ende 1762–28. November 1780           | dirigierender Bürgermeister                                                        | 1703/04–1780 | wieder deutscher Bürgermeister, war dies bereits 1752–1758                                                     |
| Theodor Gottlieb von Hippel                                  | 17. Dezember 1780–23. April 1796      | dirigierender Bürgermeister, seit 1783 Oberbürgermeister, seit 1794 Stadtpräsident | 1741–1796    | ohne Wahl des Magistrats ei gesetzt, Schriftsteller und Mäzen                                                  |
| Bernhard Conrad Ludwig Gervais                               | 2. Juni 1796–8. März 1808             | Stadtpräsident                                                                     | 1754–1829    | auch während der französischen Herrschaft                                                                      |

## 1809–1945
Seit 1809 wurde Königsberg von einem Oberbürgermeister regiert, der von einem weiteren Bürgermeister unterstützt wurde.
- Martin Gottlieb Deetz (1769–1842), 10. März 1808–31. März 1810, trat freiwillig zurück
- August Wilhelm Heidemann (1773–1813), 1. Juni 1810–15. November 1813
  - Pjotr Stepanowitsch Stepanow (1778–1865), Januar 1813, während der kurzen russischen Besetzung der Stadt
- Carl Friedrich Horn (1779–1831), 23. März 1814–23. März 1826, seit 1811 Bürgermeister
- Johann Friedrich List (–1868), 23. Juni 1826–23. Juni 1838, führte Volksschulen ein
- Rudolf von Auerswald (1795–1866), 5. Oktober 1838–2. Juni 1842,  danach Regierungspräsident in Trier und Oberpräsident der Provinz Ostpreußen (1848–1850)

- August Friedrich Krah (–1848), 7. März 1843–9. Oktober 1848, starb an der Cholera
- Carl Gottfried Sperling (1802–1864), 7. Februar 1853–8. Juli 1864, führte bereits seit 1848 kommissarisch die Geschäfte, seit 1839 Bürgermeister
  - Karl Hermann Bigorck, 8. Juli 1864–8. August 1865, kommissarische Leitung, Bürgermeister 1853–1856
  - Ernst von Ernsthausen (1827–1894), 8. August 1865–30. Juni 1866, kommissarische Leitung, war eigentlich Referent des Landrats
  - Friedrich von Reitzenstein, 30. Juni 1866–1. April 1867, kommissarische Leitung, Bürgermeister 1866–1871
- Friedrich Julius Kieschke, 9. März 1867–1. Februar 1872, trat freiwillig zurück
  - Carl Johann Eduard Sczepansky, 5. November 1872–1. Oktober 1874, kommissarische Leitung, Bürgermeister
  - Otto Johann Leopold Braun, 1. Oktober 1874–6. April 1875, kommissarische Leitung, Bürgermeister 1873–1884
- Johann Carl Adolf Selke (1836–1893), 6. April 1875–29. Juni 1893, vorher Bürgermeister in Luckenwalde und Elbing
- Hermann Theodor Hoffmann (1836–1902), 3. November 1893–30. Juni 1902, zunächst kommissarisch, Bürgermeister seit 1884
  - Paul Kunckel (1844–1925), 30. Juni 1902–3. Februar 1903, kommissarische Leitung, Bürgermeister 1901–1913
- Siegfried Körte (1861–1919), 3. Februar 1903–9. November 1918, wurde von revolutionärem Stadtrat abgesetzt, vorher in Breslau
  - Albert Franz Bobrowski (1876–1945), 10. November 1918–Januar 1919, leitete die Stadtverwaltung, Sozialdemokrat
  - M. Erdmann, Januar 1919–27. Oktober 1919, leitete die Stadtverwaltung
- Hans Lohmeyer (1881–1968), 4. August 1919–1. Oktober 1933, vorher in Thorn und Berlin, dann Stadtrat in Königsberg
- Hellmuth Will (1900–1982), 1. Oktober 1933–9. April 1945